# Polyalthia saprosma
Polyalthia saprosma är en kirimojaväxtart som beskrevs av Ian Mark Turner. Polyalthia saprosma ingår i släktet Polyalthia och familjen kirimojaväxter. Inga underarter finns listade i Catalogue of Life.